# Тупик-72 км
Тупик-72 км — посёлок в Холм-Жирковском районе Смоленской области России. Входит в состав Тупиковского сельского поселения.
Расположен в северной части области в 22 км к северо-западу от Холм-Жирковского, в 29 км юго-восточнее автодороги Р136 Смоленск — Нелидово, на берегу реки Ермаковка. В 2 км юго-западнее посёлка расположена железнодорожная станция Владимирский Тупик на линии Дурово — Владимирский Тупик.

## История
В годы Великой Отечественной войны, в октябре 1941 года, посёлок был оккупирован войсками нацистской Германии. В марте 1943 года освобождён.

## Население
| 2007 |
| ---- |
| 283  |